# Katie Koss
Katie Koss, artiestennaam van Katja Poltavets (Geleen, 1995), is een Oekraïens-Nederlandse singer-songwriter. Ze heeft twee ep's uitgebracht; I'm Changing My Mind in 2022 en I'm Getting Better in 2024.

## Biografie
Poltavets werd geboren in het asielzoekerscentrum van Geleen als dochter van schaatscoach Kosta Poltavets en trampolinespringster Irina Bloudova. Haar ouders waren hun vaderland Oekraïne ontvlucht, omdat ze zich na het uiteenvallen van de Sovjet-Unie niet meer veilig voelden in het land vanwege de Joodse achtergrond van Bloudova. Als jong meisje kwam ze in Heerenveen te wonen door het werk van haar vader. Ondanks de carrières van haar ouders, werd Katja Poltavets geen topsorter, maar ging ze de muziek in. In 2017 deed ze met haar band mee aan de Friese muziekwedstrijd Kleine Prijs van Fryslân, welke ze wist te winnen. Het jaar erop traden zij en haar band op bij het rondreizende muziekfestival Popronde en in begin 2019 stonden ze op Eurosonic.
Hierna werd het voor een tijd stil rondom de zangeres, totdat ze in 2022 als solo-artiest een comeback maakte. Tijdens de coronacrisis brak de zangeres met haar band en ging ze schrijven aan haar eigen muziek. Ze kwam in mei 2022 met de single Girl U Did Good, welke in september 2022 te vinden was op haar debuut-ep I'm Changing My Mind. Ondertussen deed ze opnieuw mee aan de Popronde, ditmaals dus zonder band, en stond ze in het voorprogramma van Sabrina Starke.
Terwijl de Katie Koss haar doorbraak maakte als solo-artiest, nam de intensiviteit van de Russisch-Oekraïense Oorlog toe. Ze had zelf nog familie wonen in het land en voelde zich betrokken bij het onderwerp. Samen met War Child ging ze in november 2022 naar Moldavië om daar samen met gevluchte Oekraïense kinderen muziek te maken. Ook trad ze samen met MEAU op bij de actiedag van Giro 555 voor Oekraïne, waar ze een bewerking zongen van Avond, waarbij MEAU in het Nederlands zong en Katie Koss in het Russisch en Oekraïens. De aandacht voor Katie Koss door de oorlog zorgde ervoor dat haar succes als solo-artiest groter werd, iets wat voor de zangeres voor een dubbel gevoel zorgde. In een interview met NPO 3FM zei ze het volgende: "Ik vind het gek dat de oorlog er deels voor heeft gezorgd dat mijn carrière in de lift ging. Maar ik probeer het ook als een kans te zien. Mijn bereik is nu groter. Ik kan mij uitspreken over de situatie daar én mijn nieuwe muziek laten horen."
Begin 2023 was Katie Koss te horen op muziekfestival Noorderslag. In dat jaar bracht ze verder de singles Silly Songs en Hopeless uit, was ze te vinden op festival Grasnapolsky en deed ze een clubtour door Nederland, spelend in Hedon, Paard, Simplon, TivoliVredenburg en de Melkweg. In 2024 kwam ze met haar tweede ep I'm Getting Better, eveneens in haar gebruikelijk muziekstijl, dat een mix is van jazz, soul en alternatieve pop. In het najaar van 2024 bracht ze samen met Maryn Charlie de single What About You? uit. Deze single ging over mentale gezondheid en samen maakten ze een podcast waarin ze verschillende Nederlandse artiesten interviewden over dit onderwerp. Eind 2024 doen de artiesten samen een clubtour door Nederland.